# العلاقات الأوكرانية البريطانية
العلاقات الأوكرانية البريطانية هي العلاقات الثنائية التي تجمع بين أوكرانيا والمملكة المتحدة.

## مقارنة بين البلدين
هذه مقارنة عامة ومرجعية للدولتين:
| وجه المقارنة                                              | أوكرانيا                                   | المملكة المتحدة                 |
| --------------------------------------------------------- | ------------------------------------------ | ------------------------------- |
| المساحة (كم2)                                             | 603.63 ألف                                 | 242.50 ألف                      |
| عدد السكان (نسمة)                                         | 45.55 مليون                                | 66.02 مليون                     |
| الكثافة السكانية (ن./كم²)                                 | 75.46                                      | 272.25                          |
| العاصمة                                                   | كييف                                       | لندن                            |
| اللغة الرسمية                                             | اللغة الأوكرانية                           | لغة إنجليزية، اللغة الويلزية    |
| العملة                                                    | هريفنا أوكرانية، كاربوفانيتس، روبل سوفييتي | جنيه إسترليني                   |
| الناتج المحلي الإجمالي (بليون دولار)                      | 112.15 مليار                               | 2.62 تريليون                    |
| الناتج المحلي الإجمالي (تعادل القوة الشرائية) بليون دولار | 352.98 مليار                               | 2.72 تريليون                    |
| الناتج المحلي الإجمالي الاسمي للفرد دولار أمريكي          | 2.11 ألف                                   | 43.88 ألف                       |
| الناتج المحلي الإجمالي للفرد دولار أمريكي                 | 8.66 ألف                                   | 40.23 ألف                       |
| مؤشر التنمية البشرية                                      | 0.747                                      | 0.907                           |
| رمز المكالمات الدولي                                      | +380                                       | +44                             |
| رمز الإنترنت                                              | .ua، .укр ‏                                 | .uk، .gb                        |
| المنطقة الزمنية                                           | ت ع م+02:00، ت ع م+03:00، توقيت شرق أوروبا | توقيت غرينيتش، توقيت غرب أوروبا |

## مدن متوأمة
في ما يلي قائمة باتفاقيات التوأمة بين مدن أوكرانية وبريطانية:
- ترتبط زاباروجيا مع برمنغهام باتفاقية توأمة منذ 20 مايو 1986.[18][18][18][18]
- ترتبط فينيتسا مع بيتربرة باتفاقية توأمة منذ 2010.[19][19][19]
- ترتبط أوديسا مع ليفربول باتفاقية توأمة منذ 1990.[20][20][21][21]
- ترتبط دونيتسك مع شفيلد باتفاقية توأمة منذ 2011.[22][22][23][23]
- ترتبط أومان مع ميلفورد هافن باتفاقية توأمة.
- ترتبط لوهانسك مع كارديف باتفاقية توأمة منذ 24 يناير 2014.[24][24][25][25]
- ترتبط لفيف مع روتشديل باتفاقية توأمة منذ 15 يناير 2004.[26][26][26][27]
- ترتبط كييف مع إدنبرة باتفاقية توأمة منذ 1995.[28][28][28][28]

## منظمات دولية مشتركة
يشترك البلدان في عضوية مجموعة من المنظمات الدولية، منها:
| علم المنظمة | اسم المنظمة                               | تاريخ انضمام أوكرانيا | تاريخ انضمام المملكة المتحدة |
| ----------- | ----------------------------------------- | --------------------- | ---------------------------- |
|             | وكالة ضمان الاستثمار متعدد الأطراف        | 19 يوليو 1994         | 12 أبريل 1988                |
|             | الأمم المتحدة                             | 24 أكتوبر 1945        | 24 أكتوبر 1945               |
|             | الفريق المعني برصد الأرض                  | ?                     | ?                            |
|             | منظمة حظر الأسلحة الكيميائية              | ?                     | ?                            |
|             | منظمة التجارة العالمية                    | 16 مايو 2008          | 1995                         |
|             | منظمة الشرطة الجنائية الدولية             | ?                     | ?                            |
|             | منظمة الأمن والتعاون في أوروبا            | 30 يناير 1992         | 25 يونيو 1973                |
|             | مؤسسة التنمية الدولية                     | 27 مايو 2004          | 24 سبتمبر 1960               |
|             | نظام تحكم تكنولوجيا القذائف               | 1998                  | 1987                         |
|             | يونسكو                                    | 12 مايو 1954          | 4 نوفمبر 1946                |
|             | مجلس أوروبا                               | 9 نوفمبر 1995         | 5 مايو 1949                  |
|             | الاتحاد البريدي العالمي                   | ?                     | ?                            |
|             | البنك الدولي للإنشاء والتعمير             | 3 سبتمبر 1992         | 27 ديسمبر 1945               |
|             | اتفاقية السماوات المفتوحة                 | ?                     | ?                            |
|             | المنظمة الهيدروغرافية الدولية             | ?                     | ?                            |
|             | الاتحاد الدولي للاتصالات                  | 7 مايو 1947           | 24 فبراير 1871               |
|             | مؤسسة التمويل الدولية                     | 18 أكتوبر 1993        | 20 يوليو 1956                |
|             | المنظمة الأوروبية لسلامة الملاحة الجوية   | 2004                  | 1960                         |
|             | المركز الدولي لتسوية المنازعات الاستشارية | 7 يوليو 2000          | 18 يناير 1967                |
|             | مجموعة أستراليا                           | 2005                  | 1985                         |
|             | مجموعة الموردين النوويين                  | ?                     | ?                            |

## وصلات خارجية
- موقع وزارة الخارجية الأوكرانية
- موقع وزارة الخارجية البريطانية